# Znovusjednocení Německa
Německé znovusjednocení (německy Deutsche Wiedervereinigung) je proces připojení Německé demokratické republiky (NDR) a Západního Berlína ke Spolkové republice Německo (SRN), završený 3. října 1990. Bylo umožněno pádem komunismu a železné opony na sklonku roku 1989.
Německo bylo rozděleno kvůli tomu, že po poválečné okupaci Německa spojenci nebylo umožněno územím okupovaným Sovětským svazem připojení k obnovenému státu. Rozdělení na dva státy bylo uznáno de facto během dvou berlínských krizí (1948–1949, 1958–1961), které byly součástí studené války. V období 1949–1990 se proto mluví o Západním Německu (SRN), které bylo součástí Západního bloku a o Východním Německu (NDR), které bylo součástí Východního bloku.
Sjednocení bylo vyvrcholením dlouhodobých snah západoněmeckých politiků a veřejnosti o překonání poválečného uspořádání Německa. Velkou měrou k němu přispěly také politické změny v NDR samotné a vývoj v Sovětském svazu a ostatních státech tzv. komunistického bloku. Znamenalo definitivní konec rozdělení Německa a znovuobnovení německé jednoty, ovšem v hranicích, které byly stanoveny vítěznými mocnostmi druhé světové války.
Sjednocené Německo pokračuje se stejným státoprávním uspořádáním, jaké bylo kodifikováno při vzniku západoněmeckého státu v květnu 1949, a se svým nadále platným Základním zákonem (Grundgesetz), de facto ústavou. Bylo však rozšířeno o pět nových spolkových zemí (tzv. Neue Bundesländer) a sjednocený Berlín, do kterého byly začleněny jak dosavadní Západní Berlín, tak Východní Berlín. Hlavní město bylo přesunuto z Bonnu do Berlína.

## Politická situace

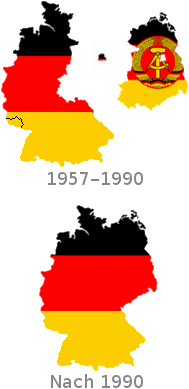
Znovusjednocení Německa 1990

Na pozadí změn v celém východním bloku, hlavně pak změn přímo v SSSR, kde již od roku 1985 probíhala liberálnější éra Michaila Gorbačova, zesilovala vláda kancléře Helmuta Kohla v druhé polovině osmdesátých let smluvní styky s NDR (poskytování úvěrů, Honeckerova návštěva v SRN). Konfliktní situace vznikly až v létě a na podzim 1989, a to následkem velké uprchlické vlny občanů NDR přes velvyslanectví SRN v Praze (Lobkovický palác na Malé Straně), Varšavě a Budapešti. Zároveň došlo k faktickému otevření hranic mezi Maďarskem a Rakouskem.
Dne 7. října 1989 oslavila NDR své čtyřicáté výročí založení, ale protesty se vyhrocovaly a 18. října 1989 abdikoval Erich Honecker ze svých funkcí, oficiálně ze zdravotních důvodů. Jeho následníkem se stal Egon Krenz, ale již 7. listopadu odstoupily jak vláda NDR tak i vedení SED. 9. listopadu 1989 pak došlo k historickému vystoupení člena politbyra SED Güntera Schabowského, který v přímém televizním projevu zřejmě omylem prohlásil, že hranice mezi oběma německými státy i v Berlíně jsou otevřené.

## Vývoj do sjednocení

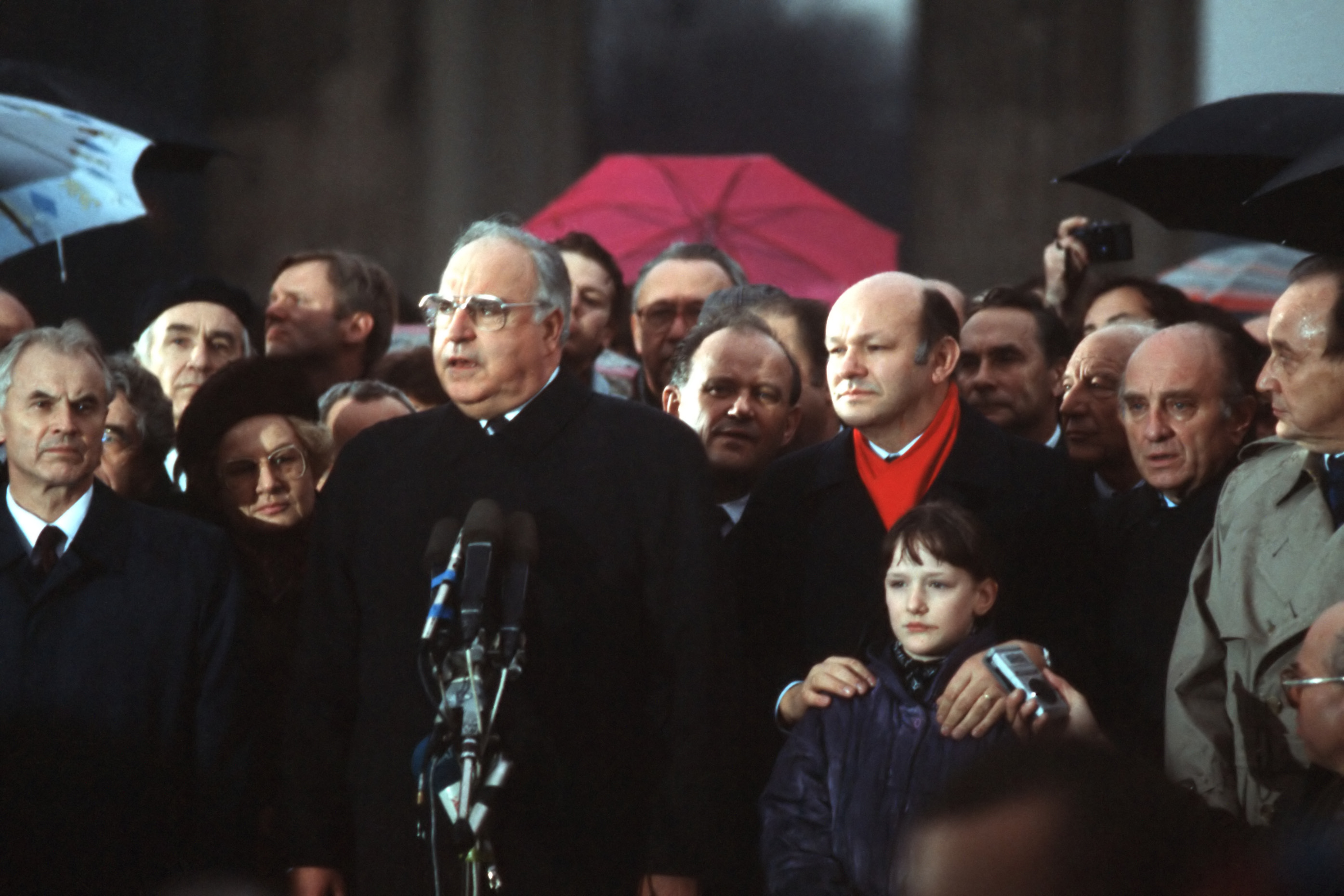
Helmut Kohl při oficiálním otevírání Braniborské brány v Berlíně 22. prosince 1989

13. listopadu 1989 se Hans Modrow stal předsedou vlády NDR. Krátce poté prohlásil sovětský lídr Michail Gorbačov, že sjednocení Německa je vnitřní záležitostí obou německých států.
Dne 9. listopadu 1989 došlo k pádu Berlínské zdi a spontánnímu sbratřování východo- a západoberlínského obyvatelstva. Již 28. listopadu 1989 představil západoněmecký kancléř Helmut Kohl bez konzultace se západními spojenci předběžný desetibodový plán na „překonání rozdělení Německa“. V únoru 1990 navštívil Kohl v Moskvě Michaila Gorbačova. 18. března 1990 byl po svobodných volbách zvolen Lothar de Maizière novým ministerským předsedou NDR.
V květnu 1990 podepsali Kohl a de Maizière smlouvu o „Měnové, hospodářské a sociální unii“, tedy o hospodářském spojení obou německých států včetně výměny východních marek za západní marky (DM) v poměru 1:1. To byl ekonomicky problematický krok, který v konečném důsledku poškodil východoněmecký průmysl.
V červenci 1990 jednal Kohl opět s Gorbačovem, a to uprostřed přírody na Kavkaze, kde jej přemluvil, aby souhlasil se sjednocením Německa. Kohl a západoněmecký ministr zahraničí Hans-Dietrich Genscher také současně získali souhlas ostatních rozhodujících velmocí se znovusjednocením Německa, které bylo potvrzeno smlouvou mezi čtyřmi vítěznými mocnostmi druhé světové války (USA, Spojené království, Francie a SSSR) a oběma dosavadními německými státy (tzv. „smlouva dva plus čtyři“).

## Průvodní jevy

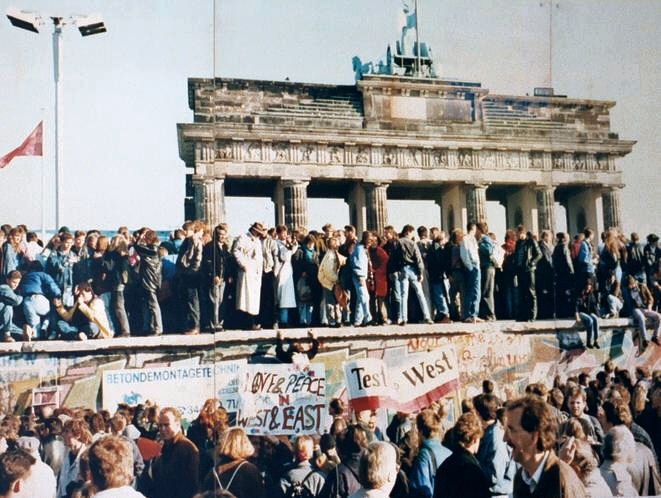
Pád berlínské zdi (1989)

V důsledku zfalšovaných voleb v NDR v květnu 1989 následovaly v druhé polovině roku 1989 velké protesty proti komunistickému režimu (známé jsou zejména pravidelné pondělní demonstrace v Lipsku). Po pádu berlínské zdi dne 9. listopadu 1989 nastala situace, se kterou bezprostředně nepočítala ani západoněmecká vláda, i když sjednocení obou německých států bylo zakotveno jako cíl v ústavě SRN. Náhlý pád NDR přivodil i pozoruhodnou dynamiku následujícího vývoje, který se v mnoha směrech vyznačoval jistou živelností.
Ta byla vyvolána zejména očekáváními a tužbami širokých vrstev obyvatel bývalé NDR. K postulátům jako bylo získání svobody projevu i volného pohybu po světě přistoupilo rychle i přesvědčení, že jediným možným řešením hospodářské stránky nového uspořádání je uznání platnosti kýžené západoněmecké marky na celém území obou německých států, a to se všemi důsledky. Přesto byla nemalá část občanů NDR proti sjednocení. Tehdejší průzkumy uspořádané západoněmeckými médii naznačují, že až 71 procent občanů NDR nesouhlasilo se sjednocením.

## Právní předpoklady

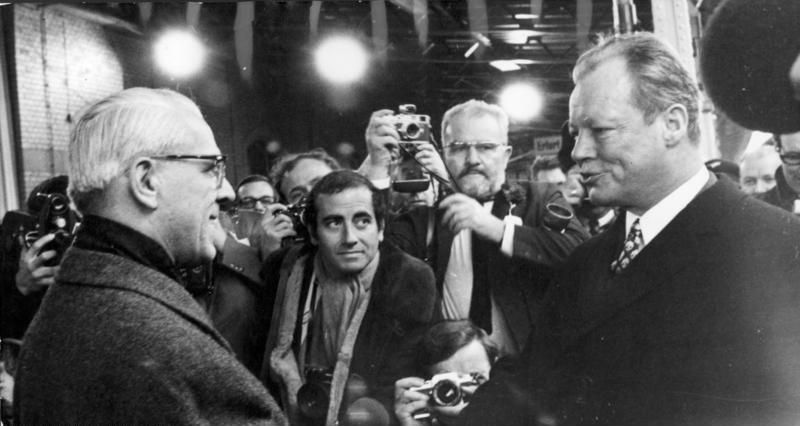
Willi Stoph a Willy Brandt, 19. března 1970

Hlavním právním předpokladem znovusjednocení Německa byl tehdy existující článek číslo 23 Základního zákona (fakticky se jednalo o ústavu) Spolkové republiky Německo, který stanovil, že se ke Spolkové republice může připojit jakákoliv země demokratickým přijetím právě Základního zákona svými občany/volenými zástupci. Tímto způsobem se v roce 1956 jako jedenáctá spolková země k SRN připojil Sárský protektorát pod názvem Sársko. Stejný postup byl již od 1949 navrhován pro připojení Západního Berlína, což ale nebylo možné pro jeho zvláštní postavení, jehož dodržování si vyhradily vítězné velmoci druhé světové války.
V NDR bylo obnoveno pět spolkových zemí, kterými byla původně v letech 1949 až 1952 tvořena (v roce 1952 proběhla v NDR správní reforma, kdy byly spolkové země zrušeny a nahrazeny okresy).
Dne 3. října 1990 zanikla Německá demokratická republika a pět nových spolkových zemí, tj. Braniborsko, Durynsko, Meklenbursko-Přední Pomořansko, Sasko a Sasko-Anhaltsko a sjednocený Berlín se připojily ke Spolkové republice Německo.

## Zahraniční aspekty

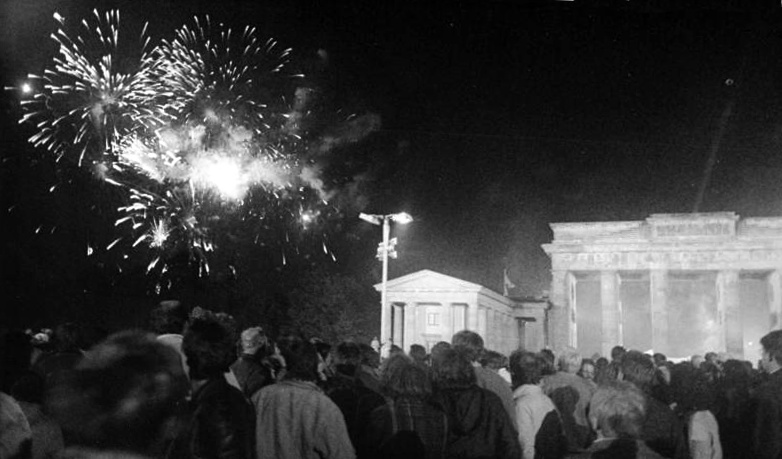
Ohňostroje nad Braniborskou branou po sloučení.

Brzy po pádu vnitroněmeckých hranic, když bylo stále zřejmější, že vývoj se nebude ubírat cestou dvou nezávislých německých států, došlo k částečně kontroverzní výměně názorů různých vlád:
- Spojené státy americké prohlásily, že o vývoji, tedy i o sjednocení Německa, budou suverénně rozhodovat dva dosud existující německé státy, že však sjednocené Německo musí zůstat členem NATO a tehdejšího Evropského společenství.

- SSSR požadoval neutralitu sjednoceného státu a varoval tedy před členstvím v NATO.[zdroj?] Nakonec svůj postoj přehodnotil a žádal od německé vlády v Bonnu jako hlavní podmínku pro uznání znovusjednoceného Německa uznání hranice s Polskem na řekách Odra a Nisa. Tuto hranici západoněmecká vláda po celou dobu od roku 1949 až do sjednocení Německa odmítala uznat.[zdroj?]

- Značné výhrady vůči sjednocení Německa mělo Spojené království, vedené Margaret Thatcherovou, která se obávala, že sjednocené Německo podlomí ekonomickou stabilitu Evropy a umožní Německu získat tržní monopol. Přesto s ním nakonec souhlasilo.[2]

- Francie zastávala opatrnou, spíše odmítavou pozici, zejména z obav před možnou hegemonií velkého a hospodářsky silného Německa v Evropě, tedy před oslabením vlastních pozic. Prezident François Mitterrand nakonec podpořil sjednocení pod podmínkou, že nové Německo bude členem EU a přijme Euro za státní měnu.

- Do diskuse zasáhlo i Polsko, žádající uznání hranic na Odře a Nise sjednoceným německým státem.

V průběhu první poloviny roku 1990 se však západoněmecké vládě podařilo přimět SSSR k ústupkům a k uznání suverenity budoucího státu, což výrazně přispělo k úspěšnému průběhu rozhovorů dva plus čtyři a k uzavření Smlouvy o konečném uspořádání ve vztahu k Německu. Dohodou mezi Polskem a Německem ze 14. listopadu 1990 (Německo-polská úmluva o státních hranicích) bylo pak učiněno zadost polským požadavkům, které byly mimo jiné podporovány i všemi čtyřmi velmocemi.

## Po sjednocení

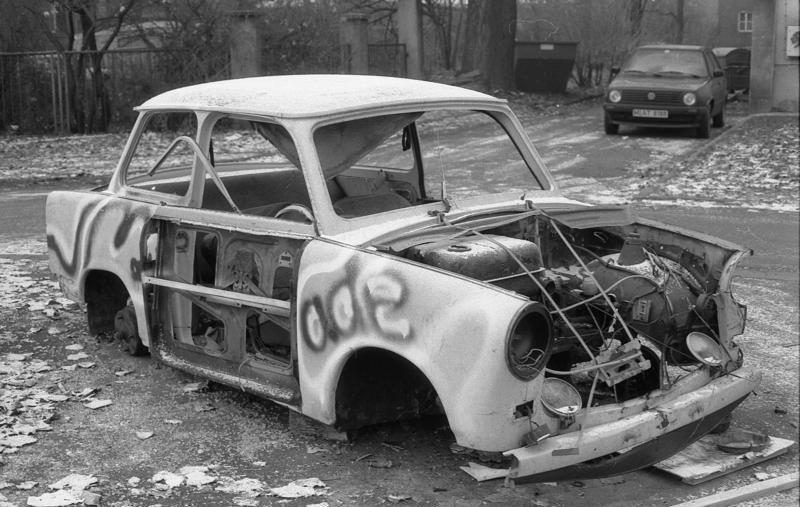
Mnoho trabantů bylo po roce 1989 ponecháno osudu, jako tento vyfotografovaný v Lipsku v roce 1990

Článek 23 Základního zákona (což je prakticky ústava), na jehož základě mohly ke Spolkové republice Německo přistoupit tzv. Nové spolkové země (Neue Bundesländer), byl po znovusjednocení zrušen. V preambuli základního zákona bylo doplněno, že sjednocení Německa je dokončené a německá ústava nyní platí pro celý německý národ.
Oproti optimistickým předpokladům ze začátku devadesátých let 20. století není v Německu doposud dosaženo úplného vyrovnání životních předpokladů pro obyvatelstvo.[zdroj?] Přes velký pokrok v Nových spolkových zemích lze stále ještě zjistit určité rozdíly v sociální situaci oproti západu Německa. To se obráží také v názorovém zaměření obyvatel. V nových zemích je tradičně silná strana Die Linke. Ve spolkové zemi Durynsko má svého jediného ministerského předsedu, kterým je Bodo Ramelow. Hrubý domácí produkt mezi východem a západem také k sobě příliš nekonverguje. I 30 let po znovusjednocení mají lidé z východu horší přístup do elitních pozic. Ve volbách pak volí jinak.
Sjednocení se stalo značným finančním břemenem pro tzv. staré spolkové země. Odhady se různí, ale James Hawes ve své knize „Nejkratší historie Německa“ cituje z federálního úřadu politického vzdělávání (23. června 2009) „Jen v roce 1991 muselo být do východního Německa převedeno 153 miliard marek, aby se zajistily příjmy, podpořily podniky a zlepšila infrastruktura...do roku 1999 činila celková částka 1,634 bilionů marek netto...Částky byly tak velké, že se veřejný dluh v Německu více než zdvojnásobil.